# Mans Unides
Mans Unides és una organització no governamental per als països en desenvolupament (ONGD) de l'Església catòlica, formada per voluntaris i voluntàries. La seva finalitat és la de lluitar contra la fam, la pobresa, el desenvolupament i les causes que les provoquen. El setembre de 2010 va ser guardonada amb el Premi Príncep d'Astúries de la Concòrdia.
Va néixer el 1960, quan dones valencianes d'Acció Catòlica van fer seva la crida de la FAO i van llançar a Espanya la campanya contra la fam al món, dedicant una jornada a recollir fons mitjançant una col·lecta en esglésies i escoles, destinada als països de l'Àfrica i a l'Índia. Aquesta jornada se celebra des de llavors el segon diumenge de febrer i ha assolit gran popularitat en la societat espanyola. Conservant aquesta originària identitat femenina i catòlica, tota persona, dona o home, de bona voluntat pot col·laborar amb Mans Unides.
És present a tot el territori espanyol a través de 71 delegacions. Les artífexs de la Campanya contra la Fam van prendre l'any 1978 el nom de Mans Unides, ONGD, que ha aconseguit una àmplia penetració social i una gran credibilitat. Els seus fons procedeixen de l'esmentada col·lecta anual, de les quotes dels seus socis i de donatius. Des de la seva fundació els seus treballs s'han centrat en dues activitats complementàries: sensibilitzar la població espanyola perquè conegui i sigui conscient de la realitat dels països en vies de desenvolupament i donar suport i finançar projectes a l'Àfrica, Amèrica, Àsia i Oceania per col·laborar amb el desenvolupament dels pobles del sud. No desenvolupa projectes propis, sinó que, amb el seu ajut econòmic, impulsa projectes d'organitzacions locals que ofereixen garanties; poden ser projectes de l'àmbit de l'agricultura, socials, culturals, educatius, sanitaris o de promoció de la dona.
Mans Unides pertany al Consell Pontifici Cor Unum, que el Papa Pau VI va crear el 1971 perquè l'ajudés a complir el deure de la caritat universal per un món més just. El 1986 Mans Unides va promoure com a cofundadora la Coordinadora d'Organitzacions No Governamentals per al Desenvolupament a Espanya (CONGDE), la presidència de la qual va assumir.